# Metrobius
Metrobius (greacă antică: Μητρόβιος; n.  ? – d. secolul I î.Hr.) a fost un actor în Republica Romană, despre care se spune că este iubitul bărbat al lui Lucius Cornelius Sulla Felix , renumitul general și dictatorul . Metrobius este menționat de două ori de Plutarh în viețile sale paralele , care dezaprobă clar relația sa cu Sulla. Aceste extrase sunt următoarele.
„Așa se pare că laxitatea a produs în el [Sulla] o înclinație bolnavă către îngăduință amoroasă și o voluptate neîngrădită, de la care nu s-a abținut nici măcar la bătrânețe, ci și-a continuat dragostea de tinerețe pentru Metrobius, un actor .“
„Cu toate acestea, chiar dacă [Sulla] avea o astfel de soție acasă, el s-a asortat cu actrițe, harpisti și oameni teatrali, care beau cu ei pe canapele toată ziua. Căci aceștia erau bărbații care aveau cea mai mare influență cu el acum: Roscius comediantul, Sorex arhima, și Metrobius imperatorul femeilor, pentru care, deși a trecut de primul său, a continuat până la ultimul să fie pasionat și nu a negat-o. "
În romanele de ficțiune istorică Masters of Rome , scris de Colleen McCullough , un personaj cu același nume a renunțat la scenă pentru a-l însoți pe fostul dictator Sulla la pensionare în anul 79 î.Hr.
În romanul lui Raffaello Giovagnoli , Spartacus (1874), Metrobius a fost un actor care a auzit accidental conversația, considerând complotul gladiatorului și l -a informat pe Julius Cezar despre asta.